# Exocentrus pseudonigricollis
Exocentrus pseudonigricollis är en skalbaggsart som beskrevs av Stefan von Breuning 1960. Exocentrus pseudonigricollis ingår i släktet Exocentrus och familjen långhorningar.
Artens utbredningsområde är Kenya. Inga underarter finns listade i Catalogue of Life.